# Hartland Snyder
Hartland Sweet Snyder (* 1913 in Salt Lake City; † 1962) war ein US-amerikanischer Physiker.
Snyder war Doktorand von Robert Oppenheimer in Berkeley, mit dem er 1939 eine frühe Beschreibung des Gravitationskollapses zu Schwarzen Löchern in der Allgemeinen Relativitätstheorie entwickelte.
Der Begriff Schwarzes Loch wurde zwar erst 1967 durch John Archibald Wheeler geprägt, steckt aber schon in der Arbeit von Oppenheimer und  Snyder von 1939. Wörtlich schreiben sie in der Zusammenfassung ihrer Arbeit, dass genügend schwere Sterne nach dem Aufbrauchen ihrer Fusionsenergie-Ressourcen kollabieren, und dass dieser Kollaps unbegrenzt anhält.
Snyder entwickelte mit M. Stanley Livingston und Ernest Courant 1952 das starke Fokussierungsprinzip für Synchrotrone, das es ermöglichte, die Teilchenstrahlen zusammenzuhalten und eine wichtige Voraussetzung für Teilchenbeschleuniger immer höherer Energie war. Unabhängig von ihnen wurde das Konzept schon 1949 von Nicholas Christofilos entdeckt.
1940 bis 1947 war er an der Northwestern University und 1947 bis zu seinem Tod 1962 am Brookhaven National Laboratory.